# Kaukasisch-Mohammedanische Legion
Die Kaukasisch-Mohammedanische Legion war eine Freiwilligen-Einheit der deutschen Wehrmacht.  Die Legion bestand aus Abchasen, Tscherkessen, Balkaren, Karatschaiern, Tschetschenen, Inguschen, Kurden, Talyschen, Osseten und verschiedenen Völkern Dagestans.

## Geschichte
Am 22. Juni 1941 begann die Wehrmacht den Deutsch-Sowjetischen Krieg. Sie erzielte bis Ende September große Geländegewinne. Dann begann die Schlacht um Moskau. Zum Beginn einer sowjetischen Gegenoffensive hatten deren Truppen erhebliche Verstärkung aus Sibirien bekommen, wohingegen der überwiegende Teil der deutschen Soldaten abgekämpft und nicht auf die Winterkälte vorbereitet war. 
Die Aufstellung der Legion begann im Dezember 1941 in der Nähe von Warschau aus den Kriegsgefangenen aus dem Kaukasus. Anfangs bestand die Legion aus drei Bataillonen, die von einem Hauptmann Gutmann kommandiert wurden.
Die Einheit wurde im Dezember 1941 als Kaukasisch-Mohammedanische Legion (Muslimische Kaukasuslegion) gegründet und 1942 in drei Legionen aufgeteilt: Nordkaukasische Legion, Bergkaukasien Legion und die Aserbaidschanische Legion.
Die Legion bestand aus acht Bataillonen (Nummer 800, 802, 803, 831, 835, 836, 842 und 843) sowie dem Sonderverband Bergmann.